# Hongshan Shuiku (reservoar i Kina, Liaoning)
Hongshan Shuiku (kinesiska: 红山水库) är en reservoar i Kina. Den ligger i provinsen Liaoning, i den nordöstra delen av landet, omkring 130 kilometer nordost om provinshuvudstaden Shenyang. Hongshan Shuiku ligger 141 meter över havet. Arean är 2,5 kvadratkilometer. Trakten runt Hongshan Shuiku består till största delen av jordbruksmark. Den sträcker sig 2,2 kilometer i nord-sydlig riktning, och 2,3 kilometer i öst-västlig riktning.
Genomsnittlig årsnederbörd är 1 061 millimeter. Den regnigaste månaden är augusti, med i genomsnitt 233 mm nederbörd, och den torraste är januari, med 10 mm nederbörd.